# Byggmax
Byggmax är en byggvarukedja som startades 1993 i Sverige och bestod år 2023 av 137 varuhus i Sverige, 46 i Norge, 10 i Finland, och 1 i Danmark.
Konceptet är att sälja ett begränsat sortiment byggmaterial, till ett lågt pris och utan kampanjer. Kunden kör själv in med sin bil, lastar vad som behövs och betalar vid utfarten. Ingen kapning eller annan bearbetning av material förekommer. 
År 2003 övergick företaget från att vara en franchisekedja till centralt ägande av alla butiker. December 2005 anskaffade Altors 2003-fond majoriteten av aktierna i Byggmax. 2 juni 2010 börsnoterades Byggmax på Nasdaq OMX Stockholm. Sedan år 2007 har Byggmax butiker i Norge och sedan 2008 i Finland. Våren 2009 började Byggmax med e-handel och hemleverans av produkter.
2015 förvärvades Buildor AB av Byggmax Group och 2016 förvärvades Skånska Byggvaror.
Vid starten hette företaget Gunnars ByggNetto. Det blev namnkonflikt med företaget Byggnetto och därför byttes namnet till Netto Netto. Det var för neutralt och ändrades därför igen, till dagens Byggmax. Namnet och färgerna i logotypen liknar byggvarukedjan Baumax, som finns i vissa andra länder, men någon mer samhörighet finns inte.

## Vd
- 2008–2016: Magnus Agervald[3]
- 2016–2023: Mattias Ankarberg[4]
- 2023— : Karl Sandlund[5]